# Pierrecourt (Górna Saona)
Pierrecourt – miejscowość i gmina we Francji, w regionie Burgundia-Franche-Comté, w departamencie Górna Saona.
Według danych na rok 1990 gminę zamieszkiwało 141 osób, a gęstość zaludnienia wynosiła 9 osób/km² (wśród 1786 gmin Franche-Comté Pierrecourt plasuje się na 602. miejscu pod względem liczby ludności, natomiast pod względem powierzchni na miejscu 189.).